# Yuki Saito
Yuki Saito（ゆうき さいとう、1979年6月21日 - ）は日本の映像ディレクター。千葉県成田市出身。スターダストプロモーション関連のSTARDUST CREATORS所属。

## 経歴
高校卒業後アメリカに渡り、Columbia College-Hollywood卒業。初監督作品『TRIANGULATION POINT』ショートショートフィルムフェスティバル2004にて「観客賞」「審査員奨励賞」を受賞、世界6カ国12の映画祭で上映。卒業後は文化庁在外研修員としてノーマン・パウエルに師事。2006年、帰国。
短編映画「胸にTATTOOなんかいれて」（Short Shorts Film Festival & Asia 2013で「観客賞」、ネスレアミューズ映画祭にて「ネスレ日本特別賞」を受賞）特別製作作品としてネスレシアターにて「あのときのFlavor…」を発表。
香音「花粉デビルをやっつけろ!」のMVではYoutubeで200万PVを達成した。
2012年、被災地のペット達の救援活動をドキュメントした『インスタントペットハウス』を発表。（カンヌ国際広告祭「Direct部門」シルバーとブロンズ、「Design部門」でもブロンズを受賞）
2014年、サンシャイン水族館『ペンギンナビ』がカンヌ国際広告祭「Design部門」でゴールドを受賞、2013「Mobile部門」でもシルバーとブロンズを受賞。
他、DISH//が初主演ドラマ「BATTLE☆DISH//」、私立恵比寿中学が初主演ドラマ「甲殻不動戦記　ロボサン」、さらにミラノ万博での上映が決まった「しゃぶしゃぶスピリット」などを手がける。
2016年秋には商業長編デビュー作として川端康成原作「古都」を現代版にアレンジし、松雪泰子（一人二役）が主演したほか、橋本愛、成海璃子、伊原剛志、奥田瑛二らが出演。原作の未来を描いて商業長編デビューし、文部科学省特別選定映画になった。
2018年、「おっさんずラブ」（テレビ朝日）第6話放送後、Twitterの世界トレンド1位となる大反響を呼んだ。

## 監督作品

### 映画
- AMERICAN DEAL（2005年）
- 返り討ち（2007年）
- 帽子屋さんのお客様（2007年）
- カクレ鬼（2008年）[3]
- AI監督「Take Action」脚本・Associate Director（2009年）
- Re: Play-Girls（2010年）
- 桐生人（2012年）
- 胸にTATTOOなんかいれて（2012年）
- あのときのFlavor...（2014年）[4]
- しゃぶしゃぶスピリット（2015年）[5]
- ゴッサム ジャンブル パフェ（2015年）[6]
- Matcha!!!（2016年）
- 古都（2016年）[7]
- アンナとアンリの影送り（2018年）
- Our Birthday（2018年）
- たぶん（2020年）
- 軍艦少年（2021年）
- 君が落とした青空（2022年）
- もうすぐゾンビ（2022年）
- 空の港のありがとう（2024年予定）[8]

### ドラマ
- DVD 小学館「ドーリィ♪カノン」（2013年）
- MXTV・BS11「BATTLE☆DISH//」（2014年）
- TX「甲殻不動戦記 ロボサン」（2014年）
- UULA「ソイカレ」（2015年）
- TX「昼のセント酒」（2016年）
- AbemaTV「オトナ高校 エピソード0」（2017年）
- AbemaTV「会社は学校じゃねぇんだよ」第5話・第6話（2018年）
- テレビ朝日「おっさんずラブ」第3話・第6話（2018年）
- テレビ朝日「あなたには渡さない」第3話・第4話（2018年）
- テレビ朝日「私のおじさん〜WATAOJI〜」第2話・第5話・第7話（2019年）
- テレビ朝日「おっさんずラブ-in the sky-」第3話・第6話・第7話（2019年）
- テレビ朝日オシドラサタデー「書けないッ!?〜脚本家 吉丸圭佑の筋書きのない生活〜」第7話・第8話・スピンオフ（2021年）
- テレビ朝日金曜ナイトドラマ「あのときキスしておけば」第5話・第7話（2021年）
- テレビ朝日オシドラサタデー「鹿楓堂よついろ日和」第1話・第2話・第5話・第7話・第9話・最終話（2022年）
- テレビ朝日金曜ナイトドラマ「リエゾン -こどものこころ診療所-」第1話・第2話・第5話・第7話・最終話（2023年）
- テレビ朝日土曜ナイトドラマ「月読くんの禁断お夜食」第1話・第2話・第8話・最終話（2023年）
- テレビ朝日金曜ナイトドラマ「おっさんずラブ-リターンズ-」第3話・第6話・第8話（2024年）
- カンテレ・フジテレビ月10「アンメット ある脳外科医の日記」（2024年）

### CM
- ESPグループ「Teena」
- どうぶつ救助本部「インスタントペットハウス」（2012年）
- サンシャイン水族館 「ペンギンナビ」（2013年）
- バンダイ「スマトモ」（2013年）
- LIVEMAX「LIVEMAX」（2013年）
- キヤノンC700デモ映像「A day in Kyoto」
- NifMo by Nifty「轟満の先入観」
- FUKUYA「ローカルミーハーのうた」
- ブルボン「ズルイよ、甘杉くん！」
- 損保ジャパン日本興亜「off！」
- クラッシュオブキングス「五つの掟」

### ミュージック・ビデオ
- 香音「花粉デビルをやっつけろ!」
- WAZZ UP「Be My Love」
- Kanon「がんばれシンデレラ」
- K「ハラボジの手紙」
- K「桐箪笥のうた」
- 忘れらんねえよ「いいひとどまり」
- MACO「Sweet Memory」
- KOBASOLO「背中合わせ（feat.安果音）」
- スキマスイッチ「Revival」
- GReeeeN（GReeeeN Tea）「ノスタルジア」
- まいきち「どこでもスタート」
- ケツメイシ「さくら」（2021年ver.）
- スキマスイッチ「吠えろ!」

### ライブ
- DISH//2014.5.11 日比谷野外音楽堂ライブ（総合演出）
- DISH//2015.1.1 日本武道館ライブ（総合演出）

## 受賞歴
- ショートショートフィルムフェスティバル2009 観客賞
- Cannes Lions2012 Direct部門 シルバー&ブロンズ
- Cannes Lions2013 Mobile部門 シルバー&ブロンズ受賞
- ショートショートフィルムフェスティバル2013 観客賞
- Cannes Lions2014 Design部門ゴールド受賞
- Indie Fest Film Awards 優秀賞[9]
- ショートショートフィルムフェスティバル2015 観客賞
- 第97回ザテレビジョンドラマアカデミー賞 監督賞（2018年『おっさんずラブ』） - 瑠東東一郎、山本大輔と共に[10]